# Milan Bandić
Milan Bandić ([ˈmǐˑlɑn ˈbâːndi͡tɕ]), né le 22 décembre 1955 à Grude (Bosnie-Herzégovine, alors une des républiques yougoslaves) et mort le 28 février 2021 à Zagreb, est un homme politique croate.
Il est longtemps membre du Parti social-démocrate de Croatie (SDP), dont il est exclu lorsqu'il se présente à l’élection présidentielle de 2009-2010 contre Ivo Josipović, qui le défait au second tour.
De 2000 à 2002 et de 2005 à sa mort, il est maire de la capitale de la Croatie, Zagreb.

## Biographie
Après avoir été membre de la Ligue des communistes de Croatie dans les années 1980, Milan Bandić rejoint le Parti social-démocrate de Croatie (SDP).
Il est maire de Zagreb, de 2000 à 2002 puis de 2005 à 2021. Il meurt en fonction.
En 2009, il est exclu du SDP lorsqu’il se porte candidat à l’élection présidentielle contre notamment Ivo Josipović, qui est investi par le parti. Arrivé en deuxième position au premier tour, il est battu par ce dernier au second tour, recueillant 39,7 % des suffrages exprimés.
Dans les années 2010, il est impliqué dans plusieurs affaires judiciaires liées à des questions de corruption.
Il meurt le 28 février 2021, des suites d'une crise cardiaque, à 65 ans.